# 癫螳螂
《癫螳螂》（英語：The thundering mantis）是1980年上映的一部电影，由叶荣祖执导，梁家仁等人出演的电影，该电影主要讲述的是阿吉因为打抱不平从而意外的遇到了螳螂拳传人的故事。

## 劇情簡介
民国年间，龙门武馆的门徒阿吉因为一次打抱不平结果被陷害，然后被逐出师门，后来又意外的遇到了会螳螂拳的一对儿爷孙，并在相处中学会了螳螂拳。
之后在那对儿帮助他的爷孙被害后，他为了报仇，于是用学会的螳螂拳击败了仇人。

## 演员
- 梁家仁
- 张海芬
- 黄一龙
- 房勉
- 马金谷
- 钱月笙
- 史亭根

## 上映
- 该作在1999年在美国上映。[2][3]并在2002年左右发行了该作的DVD[4][5]。
- 该作在英国于1996年上映。[6]

## 相關連結
- 香港影庫上《癫螳螂》的資料（繁體中文）
- 豆瓣电影上《癫螳螂》的資料 （简体中文）
- 互联网电影数据库（IMDb）上《癫螳螂》的资料（英文）
- 时光网上《癫螳螂》的資料（简体中文）